# Galeria Sławy słowackiego hokeja na lodzie
Galeria Sławy słowackiego hokeja na lodzie (słow. Sieň slávy slovenského hokeja) – narodowa galeria sławy w hokeju na lodzie na Słowacji.
Została założona 30 listopada 2002 roku celem upamiętnienia zasłużonych słowackich zawodników, trenerów i działaczy hokejowych. Przyczynkiem dla utworzenia Galerii Sławy było historyczne zdobycie złotego medalu mistrzostw Świata przez reprezentację Słowacji w maju 2002 roku.
Początkowo Galeria Sławy miała siedzibę w Zamku Bratysławskim, jednak w kwietniu 2004 roku została przeniesiona do Słowackiego Muzeum Narodowego.
Przyjęcie do Galerii Sławy wymaga spełnienia specjalnie ustalonych kryteriów.

## Lista uhonorowanych
(na podstawie materiału źródłowego)
- 2002: Ladislav Troják, Stan Mikita, Michal Polóni, Ladislav Horský, Ján Starší, George Gross, Vladimír Dzurilla, Jozef Golonka, Václav Nedomanský, Peter Šťastný (do 6 kwietnia 2009, zrezygnował)
- 2003: Rastislav Jančuška, Vojtech Okoličány, Miroslav Červenka, Ján Jendek
- 2004: František Gregor, Karol Fako, Vincent Lukáč, Milan Kužela
- 2005: Jaroslav Walter, Igor Liba
- 2006: Rudolf Tajcnár
- 2007: Dušan Pašek senior
- 2008: Dušan Faško
- 2009: Dárius Rusnák
- 2011: Július Haas, Ján Mitošinka, Róbert Švehla
- 2012: Pavol Demitra
- 2014: Zdeno Ciger